# یواخیم رادماخر
یواخیم رادماخر (انگلیسی: Joachim Rademacher; ۲۰ ژوئن ۱۹۰۶ – ۲۱ اکتبر ۱۹۷۰) بازیکن واترپلو اهل آلمان بود.